# آربنورا روبلی
آربنورا روبلی (انگلیسی: Arbnora Robelli؛ زادهٔ ۳ سپتامبر ۱۹۹۲) بازیکن فوتبال اهل آلبانی است.
وی همچنین در تیم ملی فوتبال Albania بازی کرده‌است.